# Blow-Up (Herbie Hancock)
| Recensione | Giudizio |
| ---------- | -------- |
| AllMusic   |          |

Blow-Up è un album del musicista statunitense Herbie Hancock, pubblicato nel febbraio del 1966. L'album contiene la colonna sonora del film omonimo e comprende un brano degli Yardbirds.

## Tracce

### LP
Musica composta, condotta e suonata da Herbie Hancock, eccetto dove indicato.
Lato A
1. Main Title - "Blow Up" – 1:35
2. Verushka Part I – 2:41
3. Verushka Part II – 2:10
4. The Naked Camera – 3:22
5. Bring Down the Birds – 1:50
6. Jane's Theme – 4:59

Lato B
1. Stroll On (Cantata e suonata da The Yardbirds) – 2:42 (Keith Relf, Jimmy Page, Jeff Beck, Chris Dreja)
2. The Thief – 3:16
3. The Kiss – 4:05
4. Curiosity – 1:29
5. Thomas tudies Photos – 1:12
6. The Bed – 2:35
7. End Title - "Blow Up" – 0:48

## Formazione
In tutti i brani, eccetto Stroll On
- Herbie Hancock - piano, arrangiamenti, conduttore musicale
- Freddie Hubbard - tromba
- Joe Newman - tromba
- Phil Woods - sassofono alto
- Joe Henderson - sassofono tenore
- Don Rendell - sassofono tenore
- Gordon Beck - organo
- Paul Griffin - organo
- Jimmy Smith - organo
- Jim Hall - chitarra
- Ron Carter - contrabbasso
- Jack DeJohnette - batteria
- Registrazioni effettuate a New York, fine 1966[2]

Brano Stroll On
The Yardbirds
- Keith Relf - armonica, voce
- Jeff Beck - chitarra
- Jimmy Page - chitarra
- Chris Dreja - basso elettrico
- Jim McCarty - batteria
- Registrato nel settembre del 1966 al Advision Studios di Londra; altre fonti datano la registrazione ottobre 1966 e dicembre 1966[3]

Note aggiuntive
- Pete Spargo - produttore (indicato nell'album originale come unico produttore)
- Val Valentin - ingegnere delle registrazioni
- Acy R. Lehman - design copertina album

## Classifica
Album
| Anno | Classifica    | Posizione raggiunta |
| ---- | ------------- | ------------------- |
| 1967 | Billboard 200 | 192                 |